# لی شائوتانگ
لی شائوتانگ (انگلیسی: Li Shaotang؛ زادهٔ ۳۰ ژوئن ۱۹۱۴ - درگذشته نامشخص)  بازیکن بسکتبال اهل چین بود. وی در بازی‌های المپیک تابستانی ۱۹۳۶ شرکت کرده‌است.